# Edvard Montgomery
Hampus Edvard Montgomery (i riksdagen kallad Montgomery i Rottneros), född 12 maj 1852 i Boo socken, Stockholms län, död 5 november 1911 på Rottneros, Sunne församling, var en svensk bruksägare och politiker.
Montgomery blev elev vid Tekniska högskolan 1874 och tog 1877 avgångsexamen vid avdelningen för metallurgi och hyttkonst. Han var anställd som ingenjör vid Sävsjöströms bruk 1878-1880 och var förvaltare vid Bäckefors bruk 1880-1882. Han var från 1882 ägare till Rottneros bruk i Värmland.
Montgomery var ledamot av första kammaren 1902-1908, invald i Värmlands läns valkrets. Han var suppleant i bevillningsutskottet 1904.